# 奧拔侃志
（1999年8月11日—），日本足球運動員，司職翼鋒，現時效力日本甲組職業足球聯賽球隊大阪飛腳。

## 俱樂部生涯
奧拔侃志職業生涯始於大宮松鼠，但在2022年夏天，他決定登陸歐洲，租借加盟波蘭足球甲級聯賽的薩比利斯。 2023年夏天，他再次選擇轉會，加盟紐倫堡。

## 國家隊生涯
2023年10月09日，日本足協官方宣佈，三笘薰因身體不適，退出本期國家隊集訓，奧拔侃志第一次入選國家隊。

## 外部連結
- Profile at J. League （页面存档备份，存于）
- Profile at Omiya Ardija